# FIA GT2-EM
FIA GT2-EM är ett mästerskap för GT-bilar av specifikationen GT2. 
Mästerskapet var avsett att starta säsongen 2010 som en ersättare för GT2-bilarnas medverkan i det nedlagda FIA GT och köras som supportklass till GT1-VM. Dessvärre gjorde bristen på deltagare att dessa planer skjutits upp till 2011. Säsongen 2010 kördes istället FIA GT2 European Cup, bestående av en enda tävling: Spa 24-timmars.